# Manuele Mori
Manuele Mori, né le 9 août 1980 à Empoli, est un coureur cycliste italien, professionnel de 2002 à 2019.

## Biographie
Manuele Mori est le fils de Primo Mori, cycliste professionnel de 1969 à 1975, et le frère de Massimiliano Mori, professionnel de 1996 à 2009.
Après une première expérience professionnelle au sein de l'équipe slovène Perutnina Ptuj fin 2002, Manuele Mori est engagé en 2004 par l'équipe Saunier Duval-Prodir. En octobre 2007, il obtient sa première victoire professionnelle en gagnant la Japan Cup.
En 2009, il rejoint son frère aîné dans l'équipe Lampre, où il est mêlé à l'affaire Mantoue. Fin 2014 il prolonge son contrat avec l'équipe Lampre-Merida.
Il participe pour la septième fois au Tour d'Italie en 2015 et termine l'épreuve en 80e position.
Il prend sa retraite à l'issue de la saison 2019.

## Palmarès et classements mondiaux

### Palmarès amateur
- 1996
  - Coppa d'Oro
- 2000
  - Gran Premio Ciaponi Edilizia
  - 3e de Florence-Viareggio
- 2001
  - 2e du Mémorial Angelo Morini
  - 2e du Giro del Canavese
  - 2e de la Coppa Ciuffenna
  - 2e de la Coppa in Fiera San Salvatore
  - 3e du Grand Prix de Poggiana
  - 3e du Gran Premio Inda
- 2002
  - 3e du Giro del Casentino
  - 3e du Trofeo SC Corsanico
- 2003
  - Giro del Montalbano
  - Grand Prix de Poggiana
  - Gran Premio Industria del Cuoio e delle Pelli
  - 3ea étape du Tour de Toscane espoirs (contre-la-montre)
  - Coppa del Mobilio (contre-la-montre)
  - 2e de La Ciociarissima
  - 2e du Trophée Nicola Pistelli
  - 2e du Giro delle Due Province
  - 3e du Trophée Matteotti espoirs
  - 3e du Trofeo SC Corsanico

### Palmarès professionnel
- 2005
  - 10e de Milan-San Remo
- 2006
  - 10e de la Vattenfall Cyclassics
  - 3e du Grand Prix de Plouay
- 2007
  - Japan Cup
  - 9e du Grand Prix de Plouay
- 2008
  - 10e du Grand Prix de Plouay
- 2010
  - 9e de Tirreno-Adriatico
- 2013
  - 2e du Grand Prix Bruno Beghelli
- 2016
  - 3e du Japan Cup Criterium

### Résultats sur les grands tours

#### Tour de France
2 participations
- 2013 : 76e
- 2017 : abandon (9e étape)

#### Tour d'Italie
9 participations
- 2004 : 76e
- 2005 : 85e
- 2006 : 88e
- 2007 : abandon (15e étape)
- 2009 : 93e
- 2014 : 118e
- 2015 : 80e
- 2016 : 63e
- 2018 : 66e

#### Tour d'Espagne
3 participations
- 2010 : 90e
- 2011 : 107e
- 2013 : 70e

### Classements mondiaux
| Année                  | 2005 | 2006 | 2007 | 2008 | 2009 | 2010 | 2011 | 2012 | 2013 | 2014 | 2015 |
| ---------------------- | ---- | ---- | ---- | ---- | ---- | ---- | ---- | ---- | ---- | ---- | ---- |
| Classement ProTour     | 164e | 86e  | 176e | 143e |      |      |      |      |      |      |      |
| Calendrier mondial UCI |      |      |      |      |      | 159e |      |      |      |      |      |
| UCI World Tour         |      |      |      |      |      |      | nc   | 225e | nc   | 201e | nc   |